# R. C. Harris Water Treatment Plant

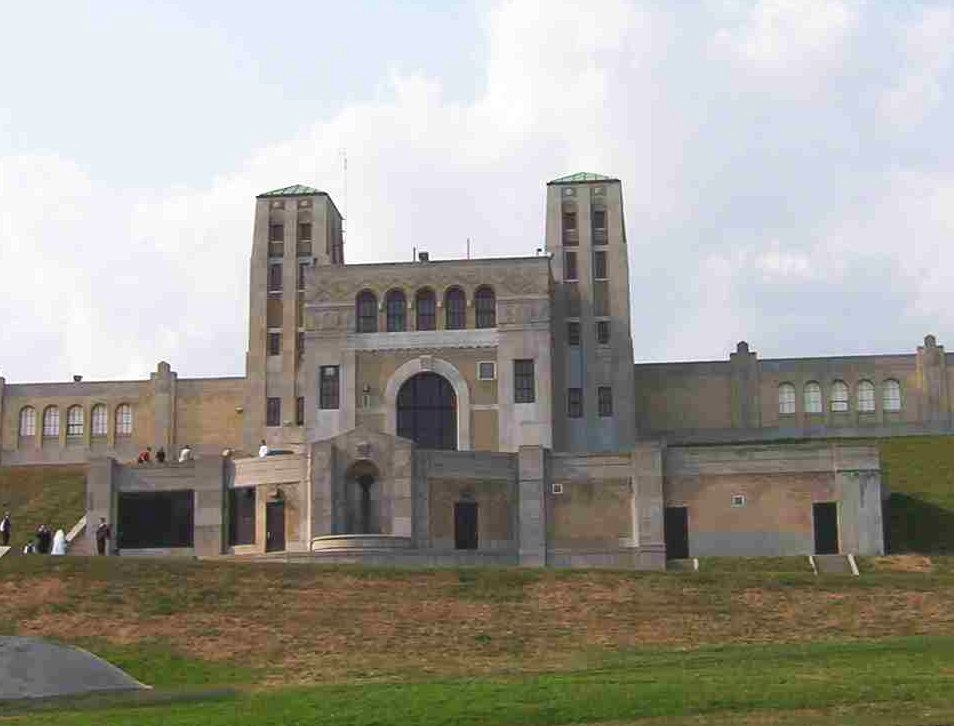
Południowa fasada R. C. Harris Water Treatment Plant.

R. C. Harris Filtration Plant - budynek filtrów w Toronto, zabytek budownictwa przemysłowego. Powstał w latach 1937–1941. 
Budynek występuje w wielu filmach, np. serialu Kameleon. Michael Ondaatje opisał ten budynek w powieści W lwiej skórze.